# 鞆の浦温泉
鞆の浦温泉（とものうらおんせん）は、広島県福山市の鞆の浦にある温泉。

## 泉質
- 単純弱放射能冷鉱泉[1]

源泉の湧出量は410L/分。

## 温泉街
温泉利用施設に景勝館漣亭、鷗風亭、鞆シーサイドホテル、汀邸遠音近音がある。

## アクセス
- 鉄道：JR西日本（山陽新幹線・山陽本線・福塩線）福山駅南口から鞆鉄バス（11番のりば）「鞆港」行きで約30分、「鞆の浦」下車。